# Jaborosa crispa
Jaborosa crispa är en potatisväxtart som först beskrevs av John Miers, och fick sitt nu gällande namn av George Bentham och Hook. f. Jaborosa crispa ingår i släktet Jaborosa och familjen potatisväxter. Inga underarter finns listade i Catalogue of Life.